# Australian Psychological Society
L'Australian Psychological Society (APS) (letteralmente Società Australiana di Psicologia) è un'associazione pubblica stabilita per rappresentare gli psicologi australiani. L'APS comprende più di 15.000 membri, rendendola così il più grande corpo professionale rappresentante gli psicologi in Australia.
Essa detiene un Codice di Etica che i membri dell'APS devono accettare e rispettare, e una raccomandazione di onorari appropriati per i servizi.

## Associazione
La piena associazione all'APS è ristretta agli psicologi registrati che hanno completato un percorso di studi universitari approvato dall'APAC di almeno sei anni di durata. Membri associati possono essere accettati se hanno completato quattro anni di studi universitari di psicologia, un corso universitario di tre anni con lode o un Diploma postlaurea.
Circa il 60% degli psicologi in tutti gli Stati australiani sono registrati come membri APS, e gli studenti iscritti rappresentano il 12% dei membri. Di questi, la ripartizione di genere vede un 76% di donne e un 26% di uomini.